# Western Grove
Western Grove – miasto w Stanach Zjednoczonych, w stanie Arkansas, w hrabstwie Newton.